# نجف‌آباد (ارسنجان)
نجف‌آباد (ارسنجان)، روستایی از توابع بخش مرکزی شهرستان ارسنجان در استان فارس ایران است.دهیار روستا دکتر حمید برومند از استادان دانشگاه میباشد.

## جمعیت
این روستا در دهستان شورآب قرار دارد و براساس سرشماری مرکز آمار ایران در سال ۱۳۸۵، جمعیت آن ۱۱۷ نفر (۲۷خانوار) بوده‌است.